# Řády, vyznamenání a medaile Litvy

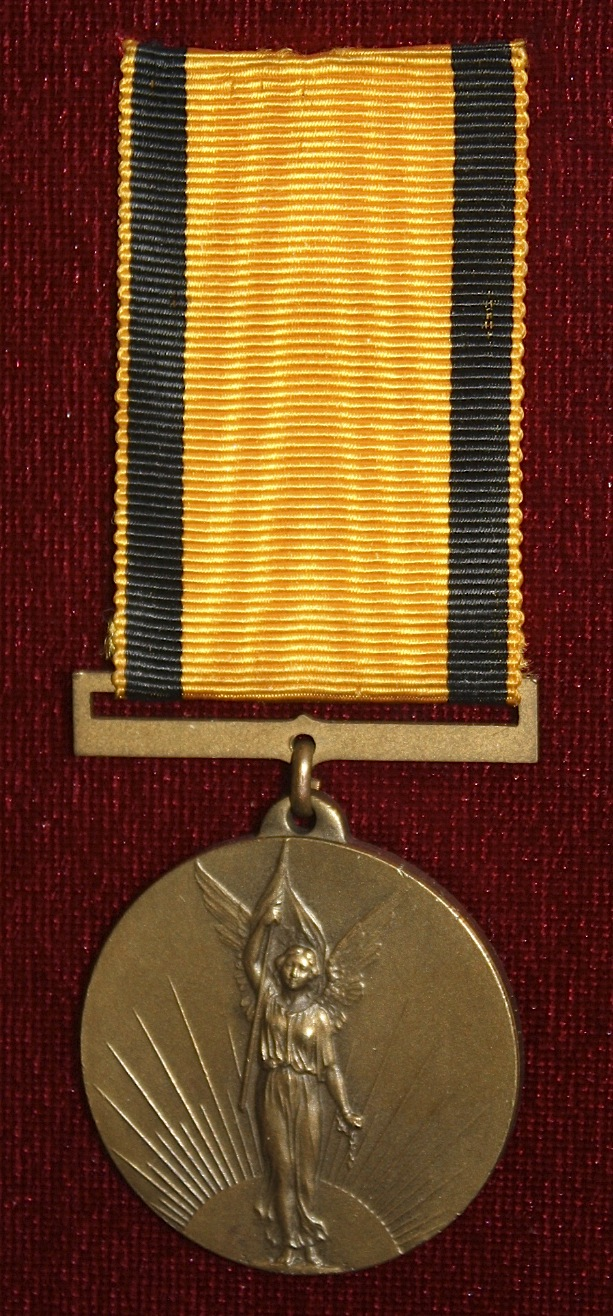
Medaile nezávislosti Litvy

Státní vyznamenání Litevské republiky se udílí za služby státu a národu a jsou upraveny zákonem Litevské republiky č. 9-957 ze dne 18. června 2002 O státních vyznamenáních. Dekret o udělení vyznamenání podepisuje úřadující prezident Litvy. Vyznamenání jsou slavnostně udílena 16. února v Den nezávislosti a 6. července v Den litevského státu.

## Historie
Zákon o řádech, medailích a dalších vyznamenáních ze dne 12. září 1991 téměř beze změny zkopíroval znění podobného zákona z roku 1930. Dne 18. června 2002 byl schválen nový zákon O státních vyznamenáních, jehož cílem bylo zvýšit prestiž litevských státních vyznamenání, zvýšit jejich autoritu a zjednodušit systém udílení. Tento zákon také zavedl pravidlo udílení velkokříže Řádu Vitolda Velikého se zlatým řetězem prezidentu Litvy po jeho přísaze v parlamentu.

## Státní vyznamenání

### Řády
- Řád Vitolda Velikého byl založen dne 1. září 1930 na památku 500. výročí smrti litevského velkoknížete Vitolda Velikého. Obnoven byl 12. září 1991. Udílen je v pěti řádných a jedné speciální třídě a náleží k němu také tři medaile. Udílen je za zásluhy o stát, za přínos litevskému národu či za přínos pro blaho lidstva.[1]
- Řád Vytisova kříže byl založen dne 18. května 1919. Obnoven byl 15. ledna 1991. Udílen je za hrdinnou obranu svobody a nezávislosti Litvy.[2]
- Řád litevského velkoknížete Gedimina byl založen roku 1927 a 12. září 1991 byl obnoven. Udílen je v pěti řádných třídách a náleží k němu také medaile. Udílen je občanům Litvy i cizím státním příslušníkům za mimořádné úspěchy ve státní a veřejné správě.[3]
- Řád za zásluhy Litvy byl založen dne 18. června 2002. Udílen je občanům Litvy i cizincům za výjimečné zásluhy o Litvu, za rozvoj mezinárodních vztahů, za výjimečné zásluhy v sociální, kulturní, vědecké, podnikatelské a sportovní oblasti a za vojenské zásluhy.[4]

### Medaile
- Pamětní medaile 13. ledna byla založena roku 1991. Udílena byla za vynikající výkon při obraně svobody a nezávislosti Litvy v období od ledna do září 1991.[5]

## Rezortní vyznamenání Ministerstva obrany Litvy
- Záslužná medaile Systému národní obrany Litevské republiky je udílena za vynikající zásluhy o rozvoj a posílení obrany země, stejně jako za mnoho let bezvadné vojenské služby.[6][7]
- Medaile za zásluhy za civilní službu Systému národní obrany Litevské republiky je udílena za vynikající zásluhy o rozvoj a posílení obrany země, stejně jako za mnoho let bezvadné práce a veřejné služby.[7]
- Medaile za vynikající službu Systému národní obrany Litevské republiky je udílena za odvahu a oddanost při plnění úředních povinností během život ohrožujících nebo jiných extrémních okolností.[7][8]
- Medaile Jonase Žemaitise Systému národní obrany Litevské republiky je udílena mladším důstojníkům za bezchybnou, vytrvalou a čestnou službu.[7][9]
- Medaile za mezinárodní operace Systému národní obrany Litevské republiky[7]
- Pamětní medaile Systému národní obrany Litevské republiky na vstup Litvy do NATO[7]
- Záslužná medaile ozbrojených sil Litvy je udílena za přínos k rozvoji a vylepšení bojové hodnoty litevských ozbrojených sil.[7]
- Medaile ozbrojených sil Litvy za vynikající službu je udílena za vynikající a oddanou službu za rozvoj a posílení litevských ozbrojených sil, za iniciativu a kreativitu při velení jednotkám za extrémních podmínek a za vynikající službu při mezinárodních misích v zahraničí.[7][10]
- Medaile ozbrojených sil Litvy za zranění je udílena za zranění utrpěná v souvislosti s výkonem služby.[7]
- Medaile ozbrojených sil Litvy Za vzájemnou podporu[7]
- Medaile pozemních sil za vynikající službu[7]
- Medaile letectva za vynikající službu[7]
- Medaile námořnictva za vynikající službu[7]
- Medaile dobrovolníků za vynikající službu[7]
- Medaile zakládajících dobrovolníků litevské armády byla založena roku 1928. Udílena byla za přínos k vytvoření litevských ozbrojených sil a posílení obranyschopnosti země. Zrušena byla zákonem z roku 2002.[7]
- Hvězda střelce byla založena roku 1930. Udílena byla občanům Litvy za službu ve sdružení Unie litevských střelců (Lietuvos Šaulių Sąjunga).[7]
- Medaile hvězdného střelce byla založena roku 1939. Udílena byla občanům Litvy za zásluhy o Unii litevských střelců (Lietuvos Šaulių Sąjunga).[7]
- Medaile Dariuse a Girėna byla založena roku 1933. Udílena byla za přínos litevskému letectvu. Zrušena byla zákonem z roku 2002.[7][11]

## Další litevská a litevsko-lotyšsko-estonská vyznamenání
- Hvězda tisíciletí Litvy
- Hvězda diplomacie Litvy
- Záslužná medaile Baltské vysoké školy obrany
- Medaile za účast na operaci Baltic Air Policing

## Ostatní vyznamenání
- Medaile nezávislosti Litvy byla založena roku 1928. Medaile byla zrušena zákonem z roku 2002.[12]
- Medaile za osvobození Klaipėdy